# توزلوکچو
توزلوکچو (به ترکی استانبولی: Tuzlukçu) یک منطقهٔ مسکونی در ترکیه است که در استان قونیه واقع شده‌است. توزلوکچو ۱٬۰۰۲ متر بالاتر از سطح دریا واقع شده‌است.